# Pierre Normand
Pour l’article homonyme, voir Normand (homonymie).
Pierre François Hubert Normand est un homme politique français né le 12 octobre 1782 à Montfort-l'Amaury, dans l'actuel département des Yvelines et mort le 23 mars 1863 à Paris.

## Biographie
Sorti de l'École polytechnique en 1803, il en sort lieutenant d'artillerie. Il est professeur à l'école d'application d'artillerie de Metz, puis commandant du camp d'artillerie de Saint-Omer. Il prend sa retraite en 1839 avec le grade de colonel. Conseiller général, il est député d'Eure-et-Loir de 1852 à 1863, siégeant dans la majorité dynastique soutenant le Second Empire.

## Sources
- « Pierre Normand », dans Adolphe Robert et Gaston Cougny, Dictionnaire des parlementaires français, Edgar Bourloton, 1889-1891 [détail de l’édition]